# Липці (Нижньосілезьке воєводство)
Липці (пол. Lipce) — село в Польщі, у гміні Мілковиці Легницького повіту Нижньосілезького воєводства.
Населення — 141 особа (2011).
У 1975-1998 роках село належало до Легницького воєводства.

## Демографія
Демографічна структура станом на 31 березня 2011 року:
|          | Загалом | Допрацездатний вік | Працездатний вік | Постпрацездатний вік |
| -------- | ------- | ------------------ | ---------------- | -------------------- |
| Чоловіки | 72      | 10                 | 58               | 4                    |
| Жінки    | 69      | 10                 | 40               | 19                   |
| Разом    | 141     | 20                 | 98               | 23                   |